# Челяднины

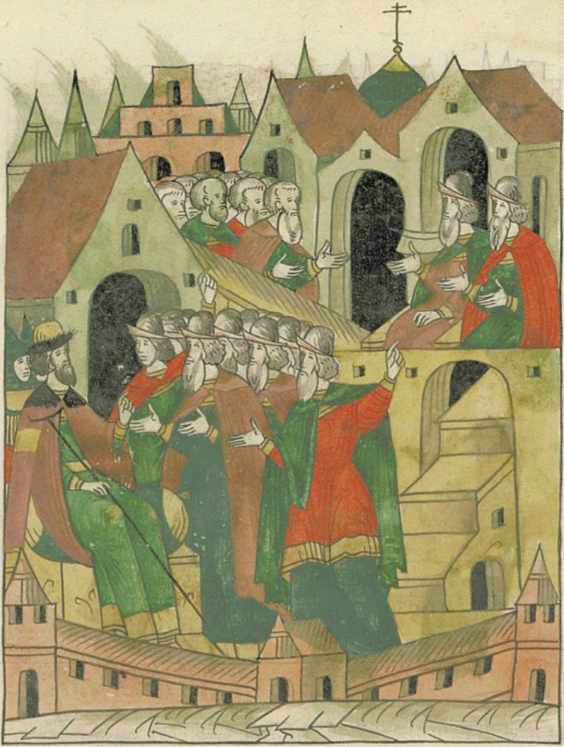
Василий III назначает наместниками Пскова Григория Федоровича Челядина-Давыдова и Ивана Андреевича Челяднина

Челяднины (Челядины) — древний дворянский род на службе Великим московским князьям и царям. Род внесён в Бархатную книгу.

## Происхождение и история рода
Родословная возводит их к герою Невской битвы Радше, потомки которого дали множество дворянских родов, в числе которых Пушкины, Мусины-Пушкины, Кологривовы, Фёдоровы, Бутурлины, Свибловы, Каменские, Курицыны, Замыцкие. 
Родоначальник — правнук известного боярина и полководца Акинфа Великого, сын Андрея Ивановича Акинфова, Михаил Андреевич по прозвищу Челядня, потомок в VIII колене от Радши, фамилия иногда писалась как Челядины.
Современные исследователи нашли противоречие в том, что по летописным известиям отец Акинфа Великого, Гаврила Олексич участвовал в Невской битве вместе с Радшой, который по родословной должен быть его прадедом. Противоречие предлагают объяснить тем, что предком Гаврилы Олексича считают другого Радшу. Легенда о происхождении прозвища Челядня говорит, что при бегстве боярина Акинфа от Ивана Калиты к тверскому князю Михаилу Ярославичу младенец Михаил был забыт и найден в челядне.
Сын родоначальника — Иван Михайлович Челяднин, женат на княжне Елене Юрьевне Патрикеевой, мать которой княгиня Анна Васильевна являлась дочерью великого князя Василия I Дмитриевича и родной тёткой великого князя Ивана III Васильевича.
В XIV, XV и начале XVI веках Челяднины занимали одно из самых высоких положений при дворе. Они часто становились боярами, минуя ступень окольничего. Род угас в XVI веке.

## Известные представители
- Андрей Фёдорович — боярин и воевода, умер в 1503 году.
- Пётр Фёдорович — брат Андрея Фёдоровича, боярин и воевода, последнее упоминание 1508 год.
- Иван Андреевич — боярин и воевода, командующий русской армии, потерпевший крупное поражение при Орше, умер в литовском плену около 1516 года, сын Андрея Фёдоровича
- Василий Андреевич — боярин и воевода, брат Ивана Андреевича умер в 1516—1518.
- Агриппина (Аграфена) Фёдоровна, жена Василия Андреевича, сестра Ивана Фёдоровича Телепнева-Оболенского, нянька Ивана Грозного.
- Челяднин Иван Иванович — кравчий (1536), боярин и конюший (1539), женат на княжне Палецкой.
- Челяднин Григорий Фёдорович — наместник в Пскове (1510).

## Потомки Ивана Хромого
Михаил Андреевич Челядня имел брата Ивана Хромого. Потомки Ивана Хромого фигурируют в источниках под разными фамилиями: Давыдовы, Хромые-Давыдовы, Фёдоровы, в том числе и Челяднины.
От единственного сына Ивана Хромого Давыда, представители рода иногда именовались Давыдовы, что порой приводит к путанице с другими Давыдовыми, например Давыдовыми-Морозовыми.
По внуку Ивана Хромого Фёдору Давыдовичу, который мог называться Фёдор Давыдович Хромой, Фёдор Давыдов-Хромой или просто Фёдор Давыдов сын, потомки иногда называются Фёдоровы. Фёдор имел сыновей Григория и Петра, а у Петра был сын Иван. Боярин Григорий Фёдорович Давыдов, Григорий Фёдорович Давыдов-Хромой или просто Григорий Фёдоров иногда называется Григорием Фёдоровичем Челядниным (умер 1518). Его брат окольничий Пётр Фёдорович, аналогично именуется Петром Фёдоровым или Петром Фёдоровичем Давыдовым, но не назывался Челядниным, так как одновременно с ним на службе находился боярин Пётр Фёдорович Челяднин, с которым его иногда путают. Однако Фёдоровым-Челядниным называют его сына Ивана, конюшего и боярина, который был казнен в 1567 Иваном Грозным. Его убийство было одной из тем обличительных писем Андрея Курбского.